# Joseph Novales
Joseph Novales, né le 23 juillet 1937 à Torralba de Aragón et mort le 23 mars 1985 à Libreville au Gabon, est un coureur cycliste né espagnol et naturalisé français en 1950. Professionnel de 1962 à 1966, il a notamment remporté le Tour de Catalogne 1963.

## Palmarès
- 1962
  - Grand Prix de Nice
  - 1reb étape du Tour de Romandie
  - 3e du Tour de Romandie
  - 3e du Grand Prix du Parisien
- 1963
  - 2e étape du Tour du Morbihan
  - Tour de Catalogne :
    - Classement général
    - 4ea étape (contre-la-montre par équipes)

  - Trophée Baracchi (avec Joseph Velly)
  - 2e du Grand Prix du Parisien
- 1964
  - Trofeo Jaumendreu
  - 5e étape du Critérium du Dauphiné libéré
  - 2e étape du Critérium national
  - 3e du Critérium national
- 1965
  - 1re étape du Tour d'Andalousie
  - 3e du Tour de Haute-Loire
- 1966
  - 2e de la Polymultipliée lyonnaise
- 1967
  - 2e du Grand Prix Michel-Lair

## Résultats sur les grands tours

### Tour de France
3 participations
- 1962 : abandon (6e étape)
- 1964 : 19e
- 1966 : hors délais (16e étape)

### Tour d'Espagne
1 participation
- 1965 : abandon